# Христиновка

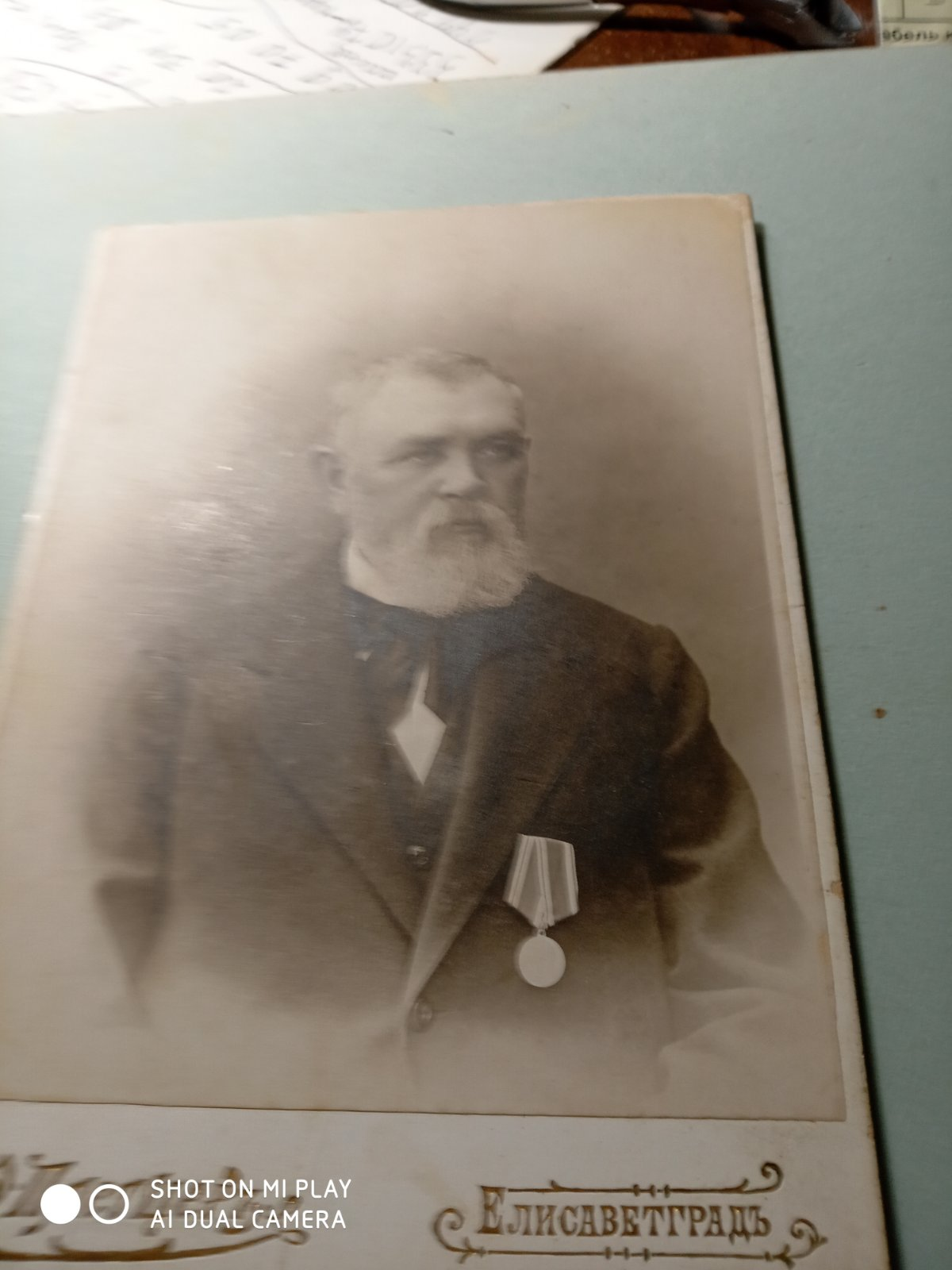
Саратовский Василий, первый начальник станции Христиновка.

Христи́новка (укр. Христи́нівка) — город в Черкасской области Украины.
Населённый пункт входит в Уманский район; до 2020 года был административным центром упразднённого Христиновского района.

## История
Территория современного города, как свидетельствуют археологические находки, была заселена ещё с IV века до нашей эры. Вблизи города обнаружены остатки 3 поселений трипольской, 2 — белогрудовской, 2 — зарубинецкой и 4 — черняховской культур.
Христиновка как городок упоминается в 1654 году, во время казацких войн. А на начало XX столетия. в селе находилось неисследованное древнее городище, 400 саженей в окружности, устроенное, по преданию, гетманом Дорошенко.
Возникла в 1890-91 году, как село Уманского уезда Киевской губернии при железнодорожной станции (открытие станции — 18 декабря 1890 года). Первым начальником Христиновской железнодорожной станции был крестьянин Рязанской губернии, Зарайского уезда Василий Иванов Саратовский — у потомков сохранилось его письмо c указанием назначения на станцию Христиновка(письмо датировано 18-м Апреля 1890 года).

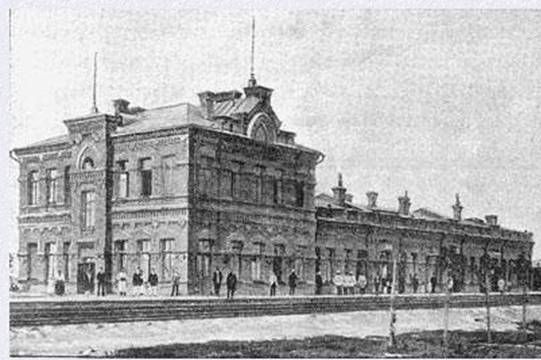
Железнодорожная станция, 1914

Кондукторы ст.Христиновка, ЮЗЖД. Фото предоставлено внучкой кондуктора Назария Морданя (Ниной Порфировной Радецкой).

Ввод в эксплуатацию железнодорожных путей Вапнярка — Христиновка (1889 год), Казатин — Умань (1890 год), Христиновка — Шпола (1891 год) и железнодорожного узла в 1891 году, а также создание оборотного паровозного депо, превратило Христиновку в важный транспортный центр.
С 1891 года Христиновка стала значительным хлебным рынком.
В 1903 году здесь насчитывалось 3 063 жителей, действовали церковно-приходская школа и 6 мельниц.
В ходе революции 1905 года железнодорожники Христиновки участвовали в Октябрьской всероссийской политической стачке.
Население села и узла обслуживали врач и фельдшер. В их распоряжении был медицинский пункт и небольшая аптека.
Также в селе находились двухклассное министерское и двухклассное железнодорожное училище и почтово-телеграфная станция.
В 1910 году на Станции Христиновка Юго-Западных Железных Дорог(ЮЗЖД) был основан Христиновский железнодорожный отдел всероссийского дубровинского Союза Русского Народа. Инициатива учреждения принадлежала председателю Киевского Железнодорожного отдела К. Д. Щирому-Никитчуку

### 1917—1991
Во второй половине февраля 1918 года в селе установлена Советская власть, но уже 5 марта село оккупировали немецкие войска, которые пробыли здесь до декабря.
Христиновка находилась формально под властью Директории до 13 марта 1919 года, когда село заняли части Красной армии.
Тогда же в Христиновке создана трудовая коммуна. В её состав в мае входило около 200 человек из местных крестьян, железнодорожников, учителей. Совет коммуны состоял из агронома, 2 учителей и 2 железнодорожников. Коммунары обрабатывали 15 десятин земли из бывшего имения Терещенко.
В сентябре 1919 года в село вошли войска генерала Деникина, которые удерживали населённый пункт до 14 января 1920, когда части 44-й дивизии Красной армии снова заняли Христиновку.
В первых числах января 1921 года, во время партизанского антибольшевистского рейда Армии УНР под руководством атамана Андрея Гулого-Гуленко (8 ноября 1920 — начало 1921), на расстоянии около 5 км на юг от Христиновки, преследуемое частями Красной Армии отделение полковника Сирко попало в окружение противника. В результате прорыва отряд вырвался из кольца, но А. Гулый-Гуленко в этом бою был тяжело ранен.
С апреля 1923 года Христиновка — районный центр.
Осенью 1924 года вступила в строй небольшая электростанция, которая обеспечивала электроэнергией предприятия и учреждения.
В 1931 году в посёлке начали действовать маслодельный завод, новое вагонное депо, а также машинно-тракторная станция. Работала стационарная и 2 передвижные киноустановки. В 1937 году была построена новая электростанция.
20 октября 1938 года Христиновка получила статус посёлка городского типа.
Накануне Второй мировой войны в посёлке работала железнодорожная больница на 25 коек, начал действовать стационар районной больницы. Действовало двое постоянных детских яслей, работала начальная и две средние школы.
27 июля 1941 года Христиновка была оккупирована немецкими войсками.
9 марта 1944 года она была освобождена бойцами 202-й и 206-й стрелковых дивизий, 3-й гвардейской воздушно-десантной дивизии, 2-й и 45-й механизированных бригад, 745-го самоходного артиллерийского полка 2-го Украинского фронта.
В Великой Отечественной войне принимало участие более 600 жителей посёлка, около 200 из них погибли.
30 октября 1966 в их честь был открыт обелиск Славы.
593 человека отмечены боевыми наградами.
Уже на 10-й день после освобождения начали работать МТС, все службы железнодорожного узла, маслозавод.
Вскоре возобновили работу все школы, обе больницы, амбулатория, аптеки, детские ясли.
В 1954 году закончено сооружение нового железнодорожного вокзала, а в 1962 году завершена модернизация и расширение Христиновки как железнодорожного узла Одесско-Кишинёвской железной дороги.
В 1956 году Христиновка стала городом районного значения.
В 1978 году здесь действовали несколько предприятий по обслуживанию железнодорожного транспорта, комбикормовый завод, молочный завод, два хлебокомбината, краеведческий музей и народный театр.
В начале 1985 года здесь действовали несколько предприятий по обслуживанию железнодорожного транспорта, винодельческий завод, комбикормовый завод, цех Уманского городского молочного завода, два хлебных комбината, межколхозная строительная организация, райсельхозтехника, райсельхозхимия, комбинат бытового обслуживания, две общеобразовательные школы, музыкальная школа, две больницы, две поликлиники, два Дома культуры, клуб, кинотеатр, шесть библиотек и краеведческий музей.

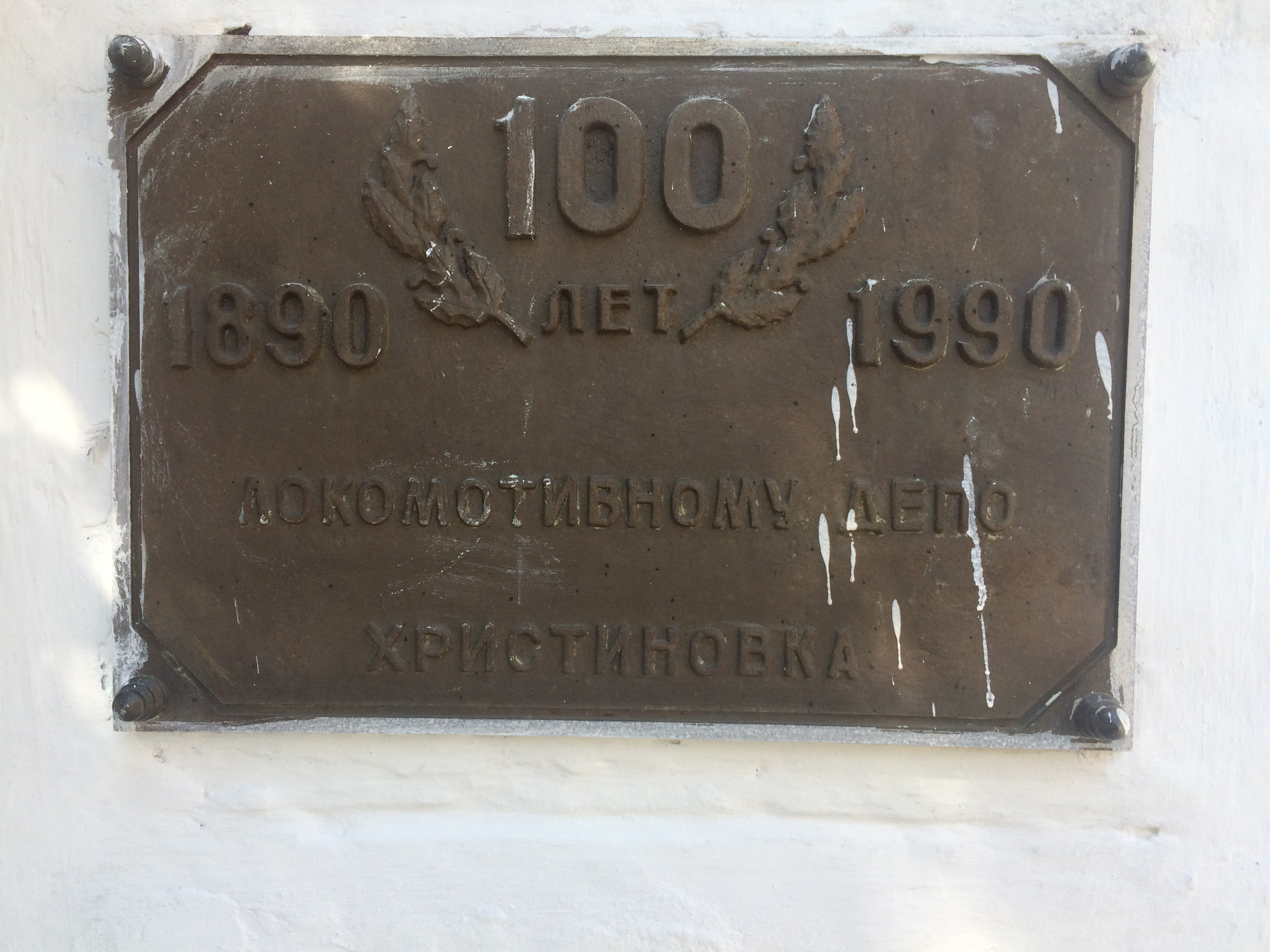
100 лет Христиновскому локомотивному депо.

В январе 1989 года численность населения составляла 13 332 человека, основой экономики являлись предприятия по обслуживанию железнодорожного транспорта и пищевой промышленности. В 1990 году локомотивное депо и станция Христиновка праздновало 100 лет история возникновения и становления станции была кратко изложена в местной газете «Трибуна Хлібороба».

### После 1991
В мае 1995 года Кабинет министров Украины утвердил решение о приватизации находившихся в городе райсельхозтехники и райсельхозхимии, в июле 1995 года было утверждено решение о приватизации комбикормового завода, завода продовольственных товаров и совхоза «Нива».
В январе 2007 года было возбуждено дело о банкротстве комбикормового завода.
В 2009 году в Христиновке был установлен единственный на Украине памятник Ивану Гонте, — одному из организаторов восстания гайдамаков, известного как «Колиивщина».
В мае 2018 года было возбуждено дело о банкротстве молокозавода.

## Население
На 1 января 2013 года численность населения составляла 10 860 человек.

### Языковой состав
Родной язык населения по данным переписи 2001 года:
| Язык       | Численность, чел. | Доля     |
| ---------- | ----------------- | -------- |
| Украинский | 11 021            | 95,60 %  |
| Русский    | 402               | 3,49 %   |
| Другое     | 105               | 0,91 %   |
| Итого      | 11 528            | 100,00 % |

## Экономика
- предприятия по обслуживанию ж.д. транспорта (дистанция колеи, локомотивное депо и вагонное депо)[20]

## Транспорт

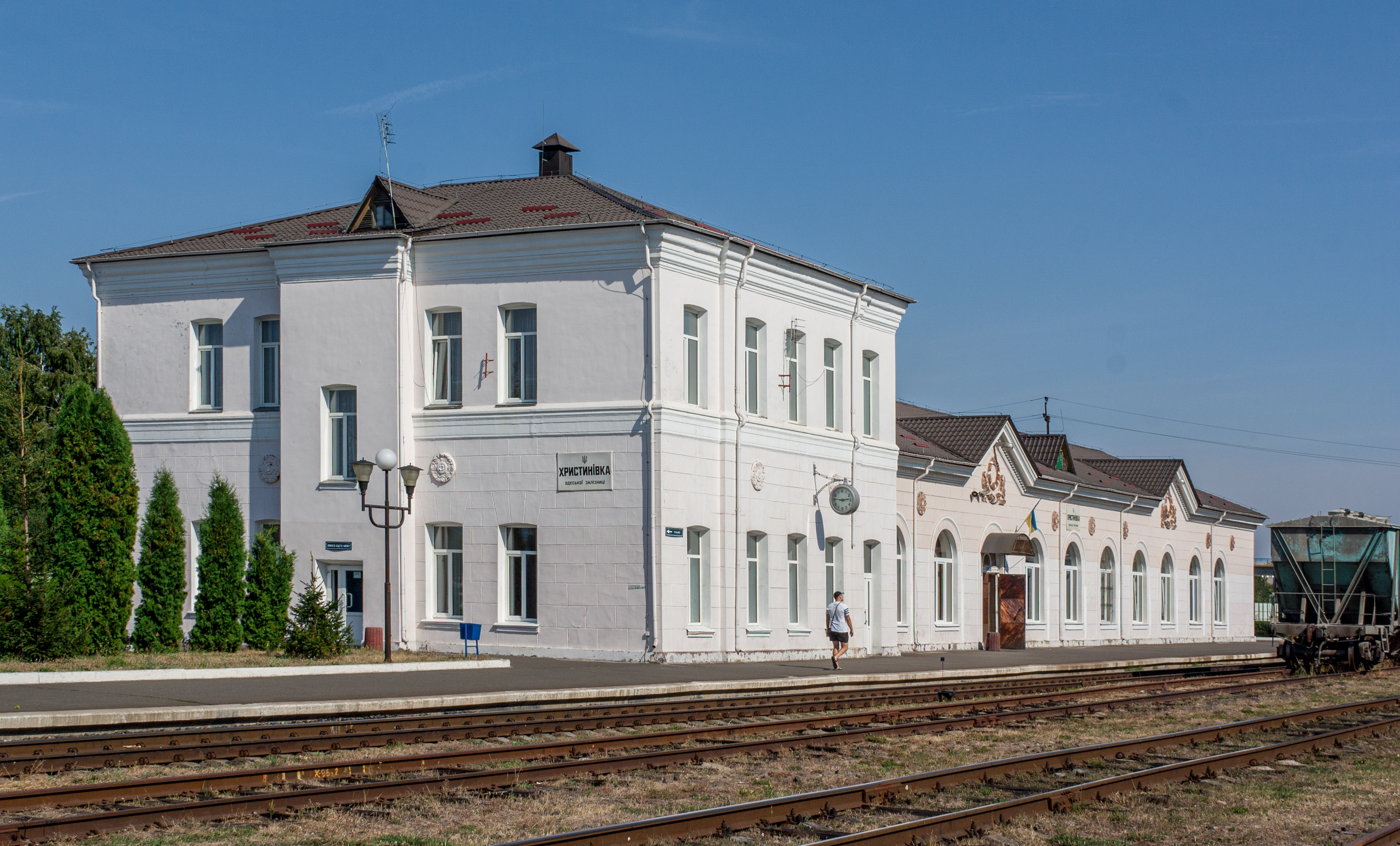
Железнодорожная станция

Железнодорожный узел Одесской железной дороги (линии на Черкассы, Умань, Вапнярку, Казатин).

## Образование

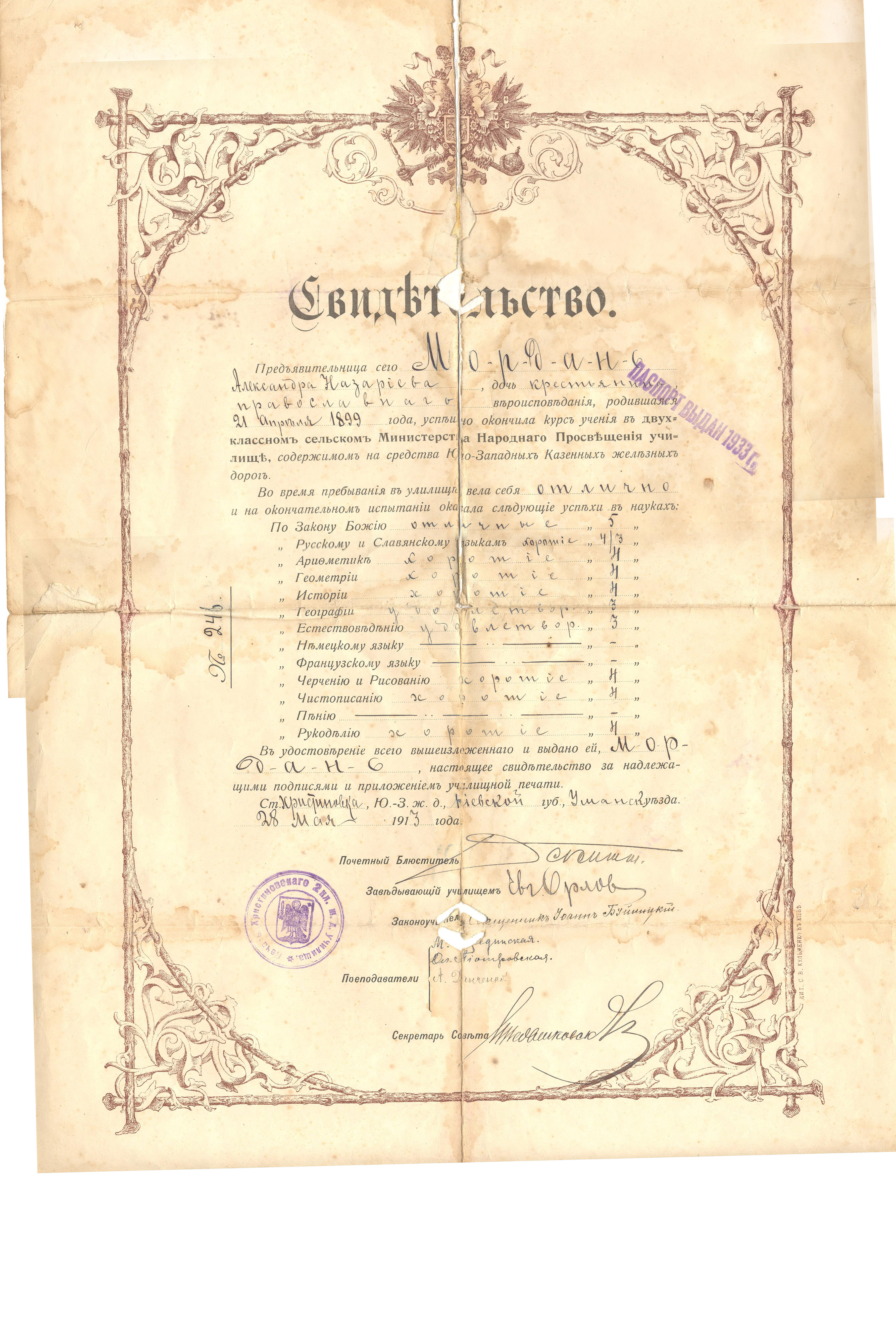
Свидетельство об окончании Христиновского 2-х классного железнодорожного училища.

На 2020 год в городе работает две школы: №1 и №2.  Школа №1 в советское время носила название Христиновской  средней школы №18 и подчинялась Отделу Школ Министерства Путей Сообщения СССР. Почти до конца 1920-х работало 2-х классное железнодорожное училище. Сейчас это кондукторский резерв, комнаты отдыха машинистов и железнодорожная техническая библиотека.

## Известные уроженцы
- Корнейчук, Александр Евдокимович (12 (25) мая 1905 — 14 мая 1972, Киев) — украинский советский писатель и политический деятель, драматург, журналист. Академик АН СССР (1943). Герой Социалистического Труда (1967), Лауреат пяти Сталинских премий (1941, 1942, 1943, 1949, 1951) и Международной Ленинской премии «За укрепление мира между народами» (1960).
- Майданюк, Николай Павлович (род. 2 марта 1944) — украинский и советский тренер по самбо и дзюдо. Мастер спорта СССР по самбо (1967) и вольной борьбе (1968). Заслуженный тренер Украины (1993), судья международной категории (1991) по самбо.
- Смешко, Игорь Петрович (род. 17 августа 1955)) — председатель СБУ (2003 — 2005).

## Интернет-сайты
- Провінційне містечко Христинівка — https://web.archive.org/web/20130105123712/http://khrystynivka.com/ http://promisto.net
- Христинівчани — http://khryst.net

## Галерея

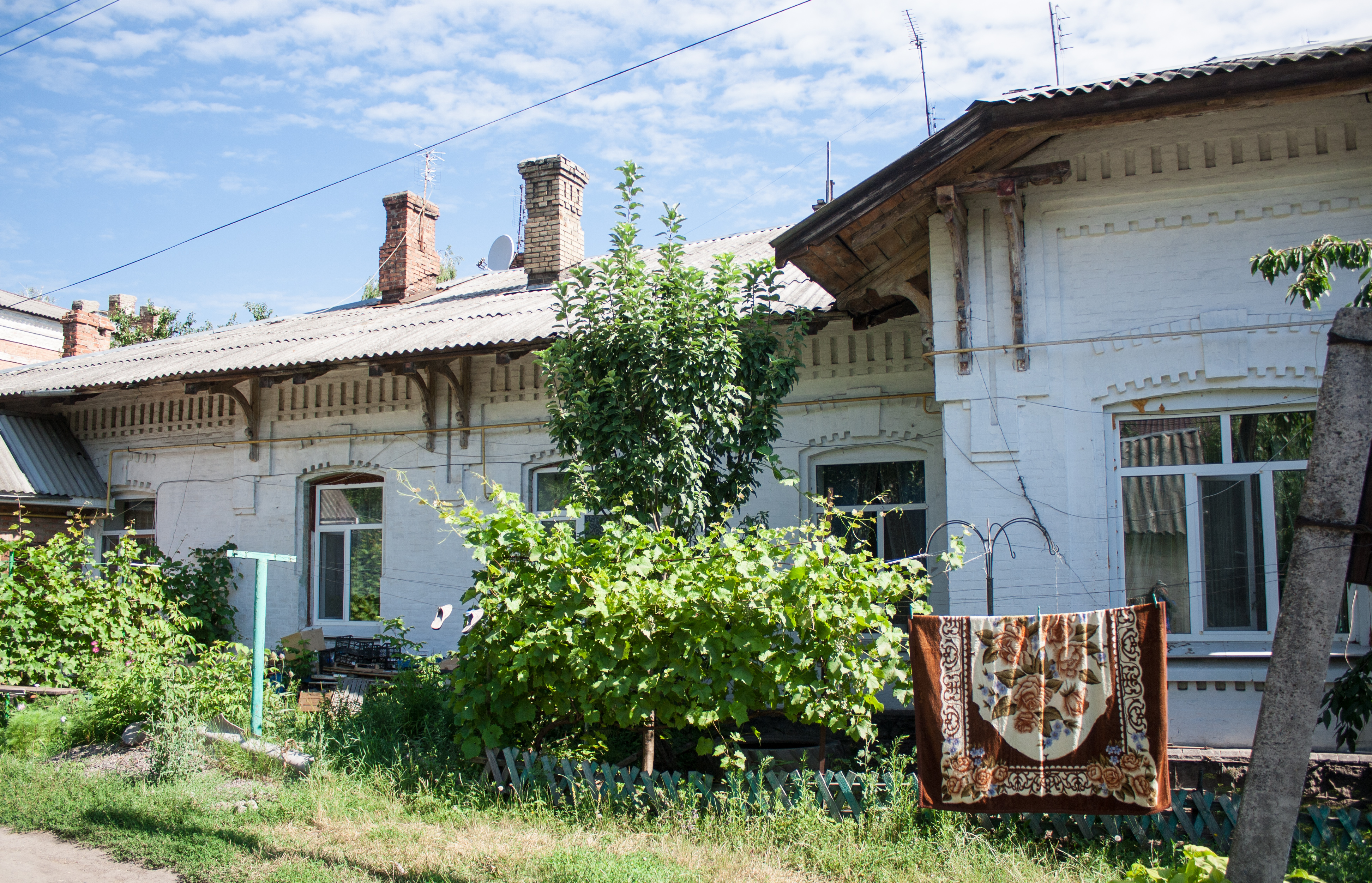
Земская больница (1890 г.)
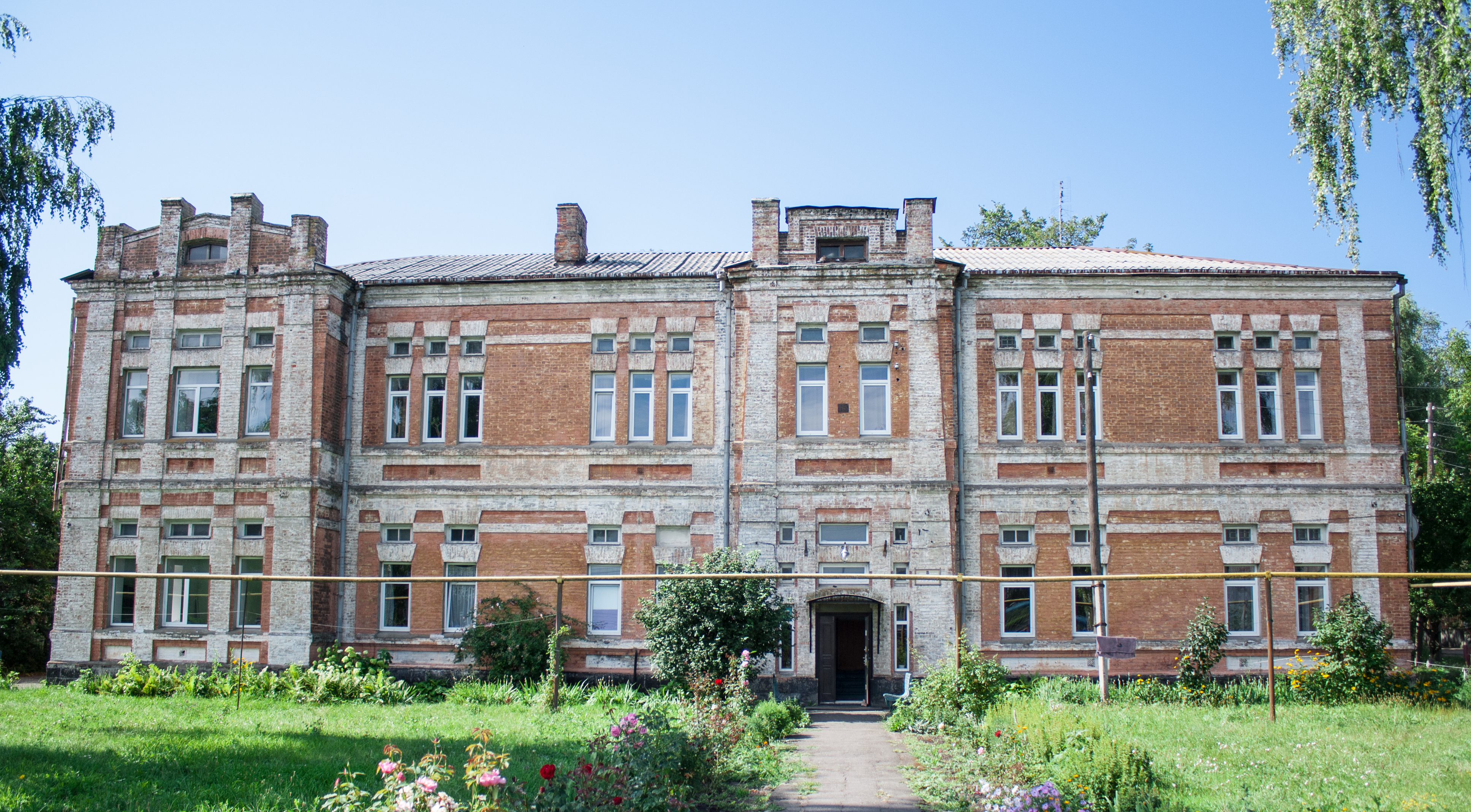
Народное училище (1890 г.)
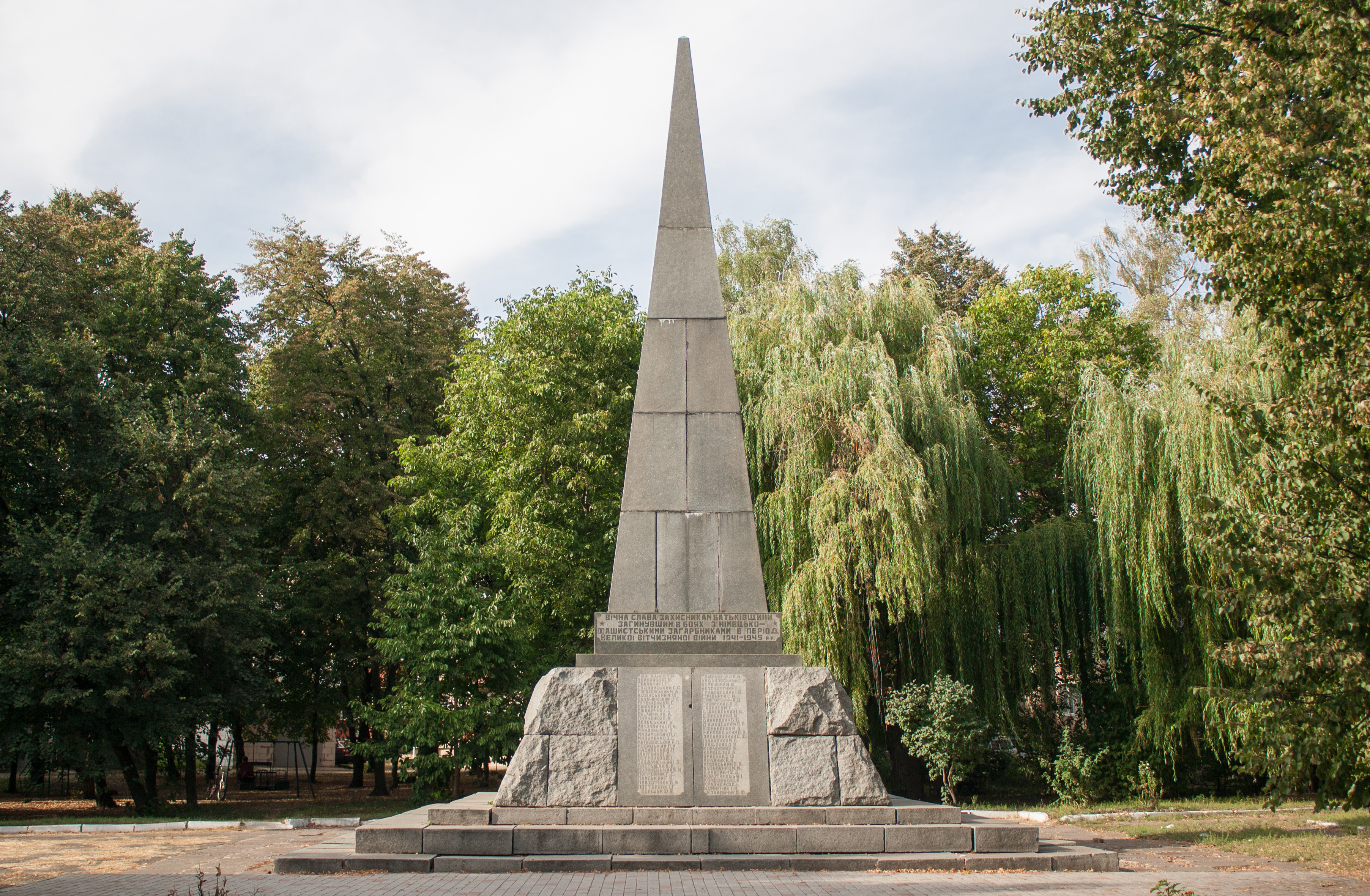
Памятник воинам-землякам
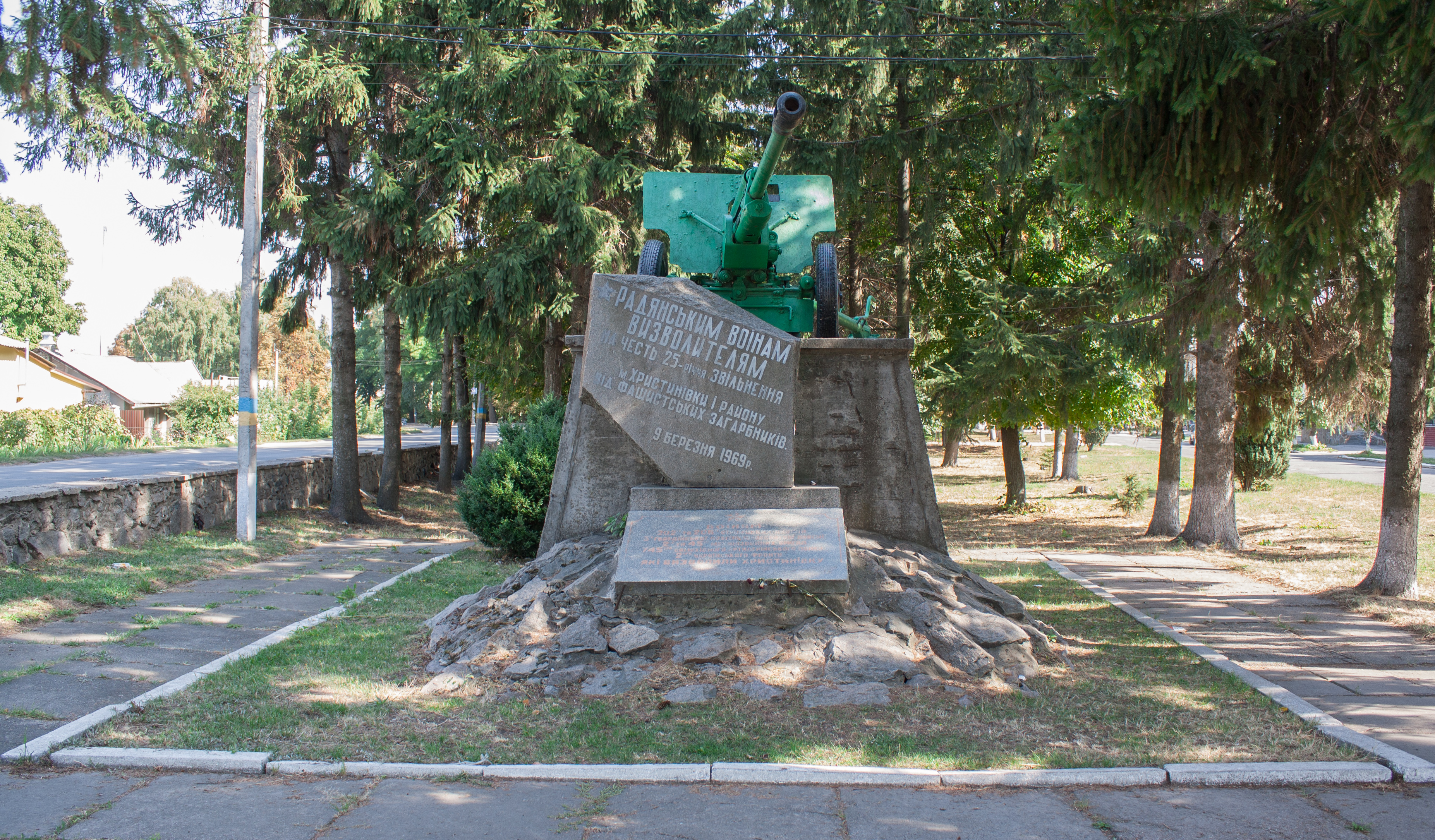
Памятник воинам-освободителям
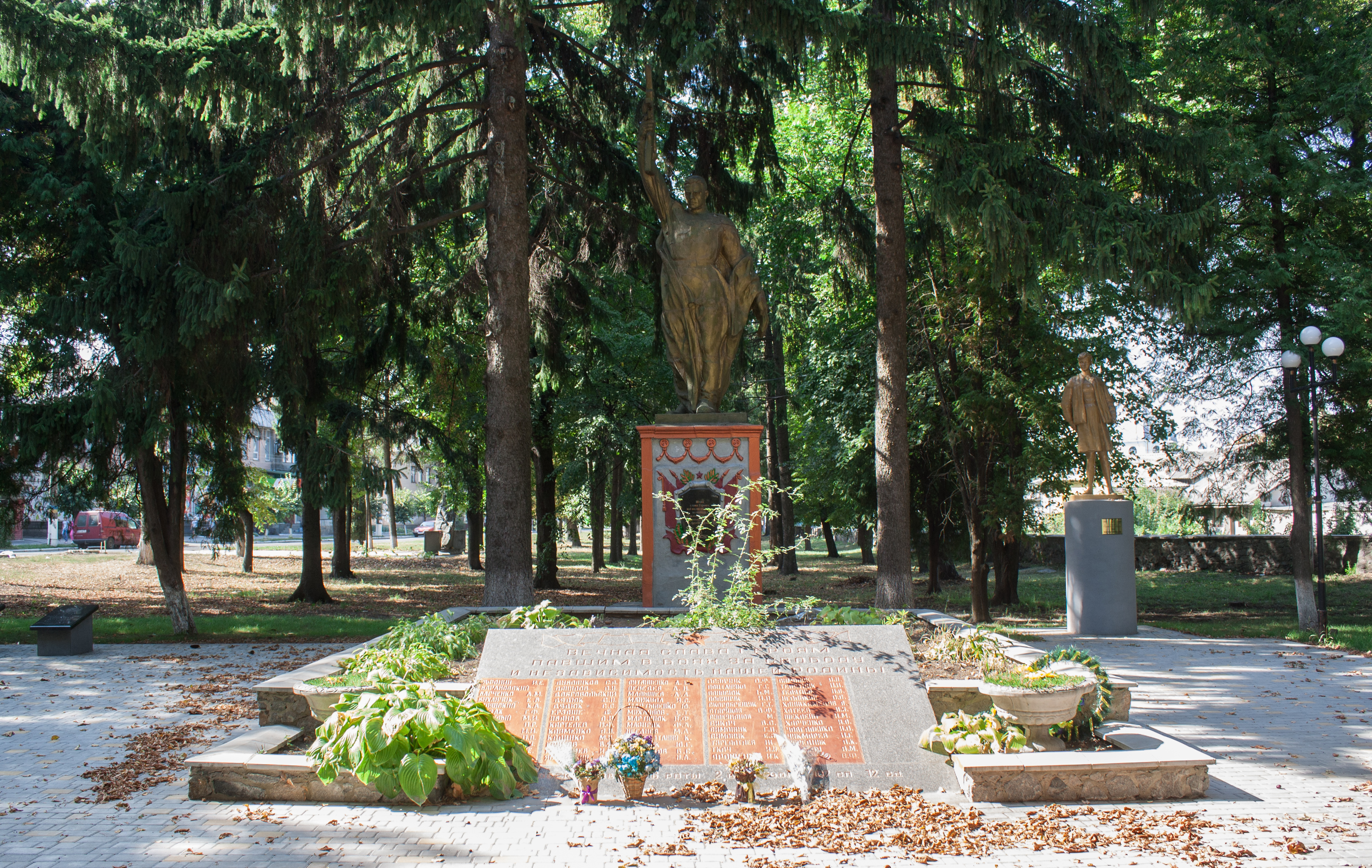
Братская могила советских воинов
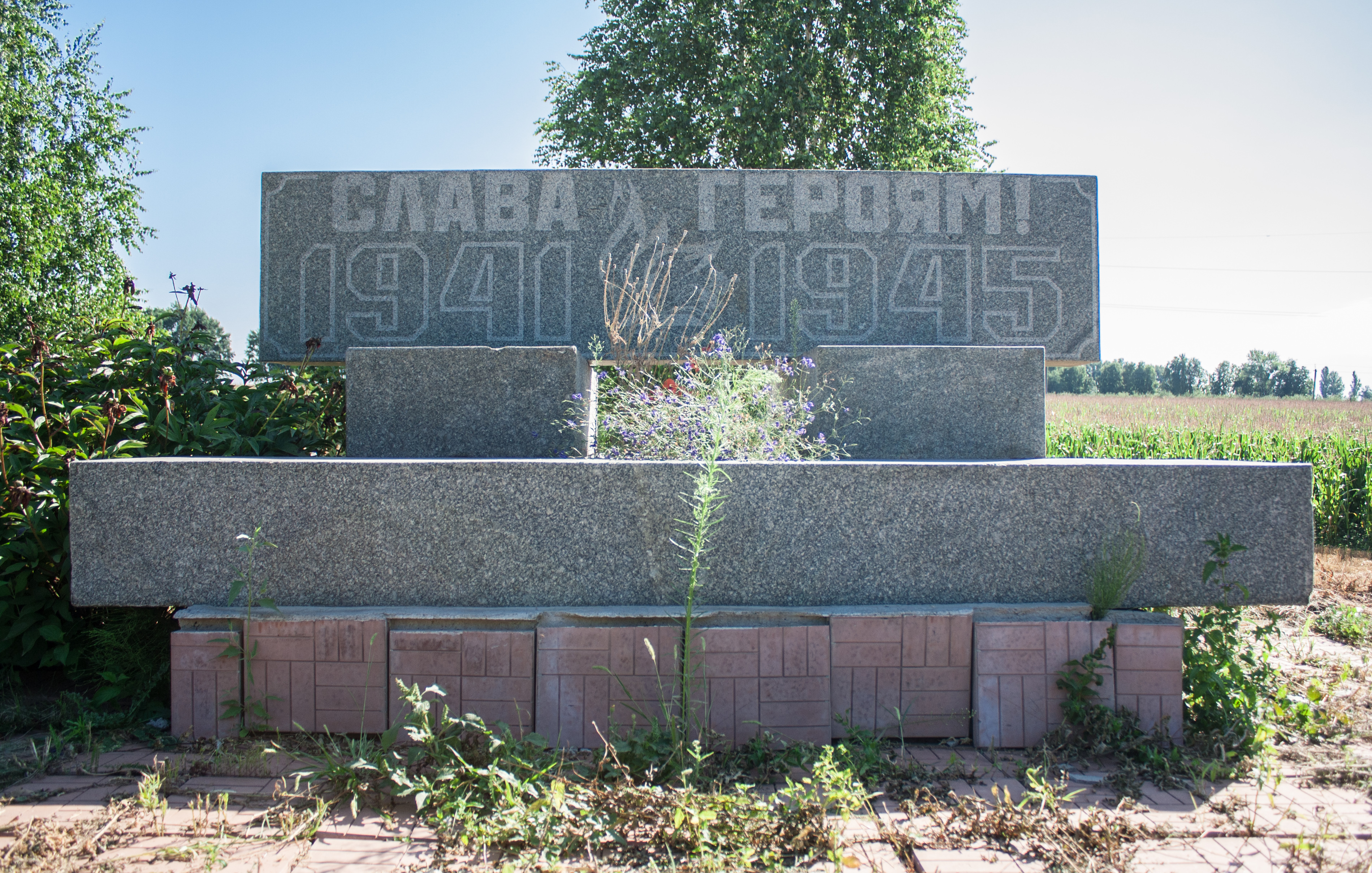
Братская могила советских воинов (за Водокачкой)
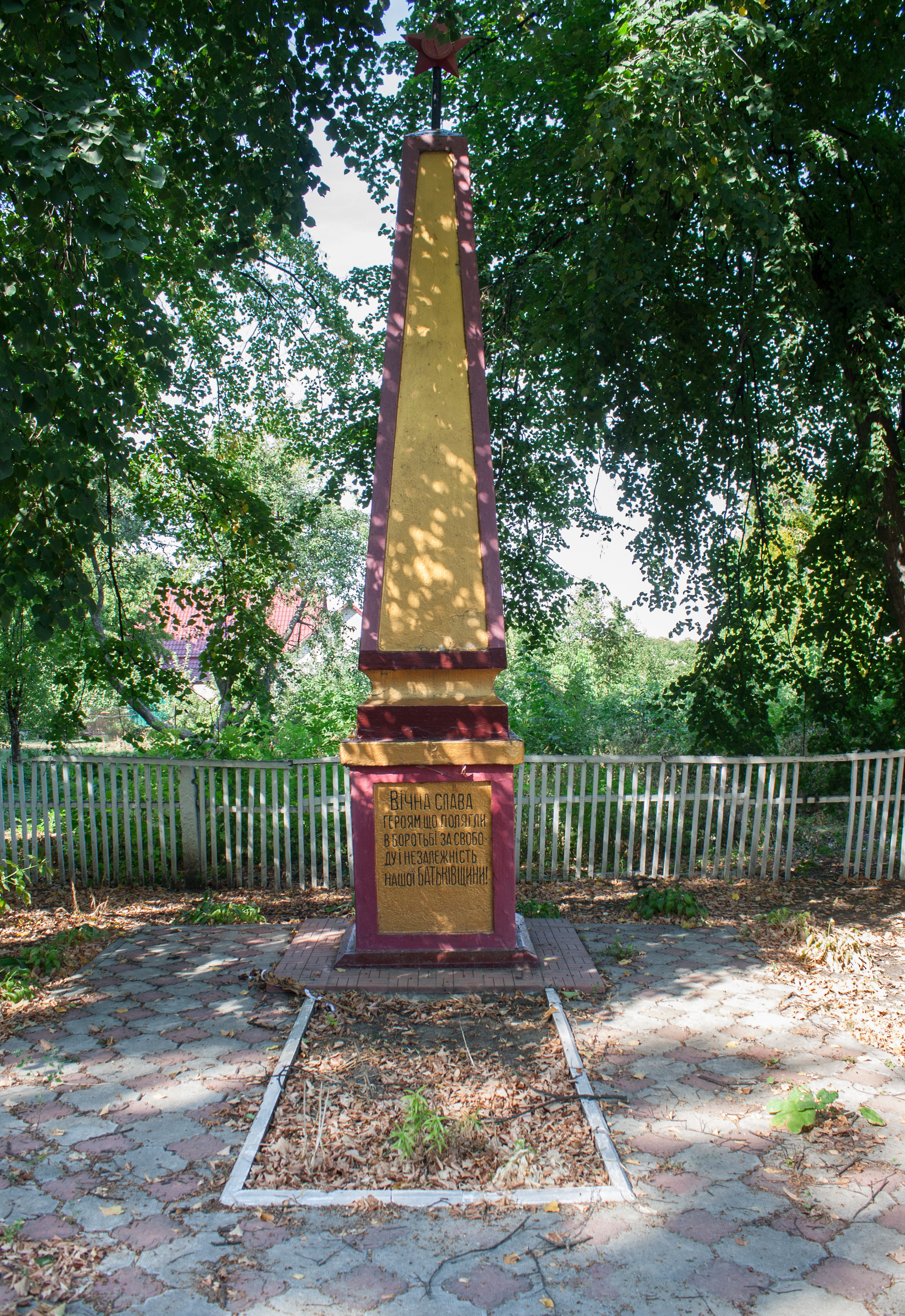
Братская могила советских воинов (ул. Терещенко)
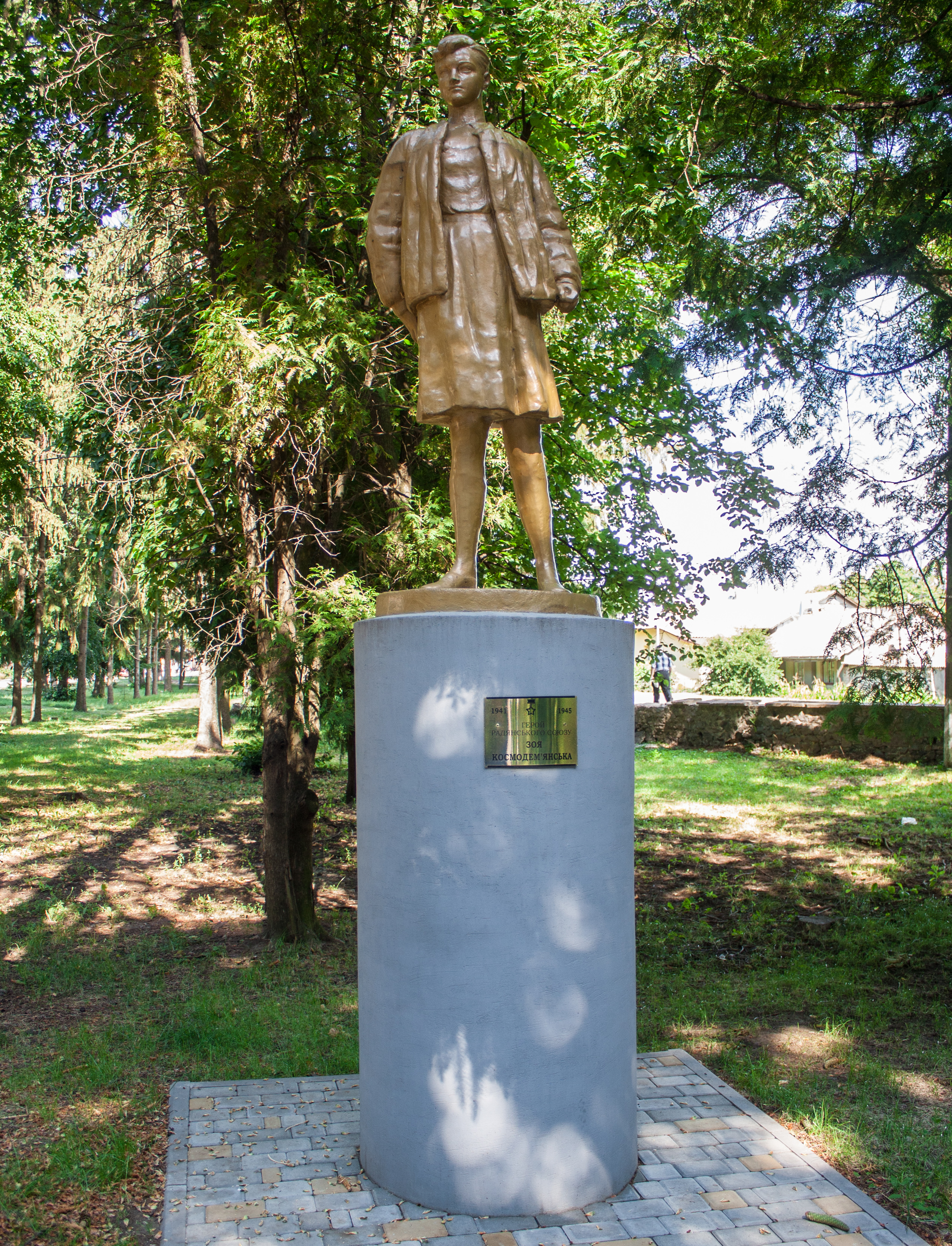
Памятник Зои Космодемьянской
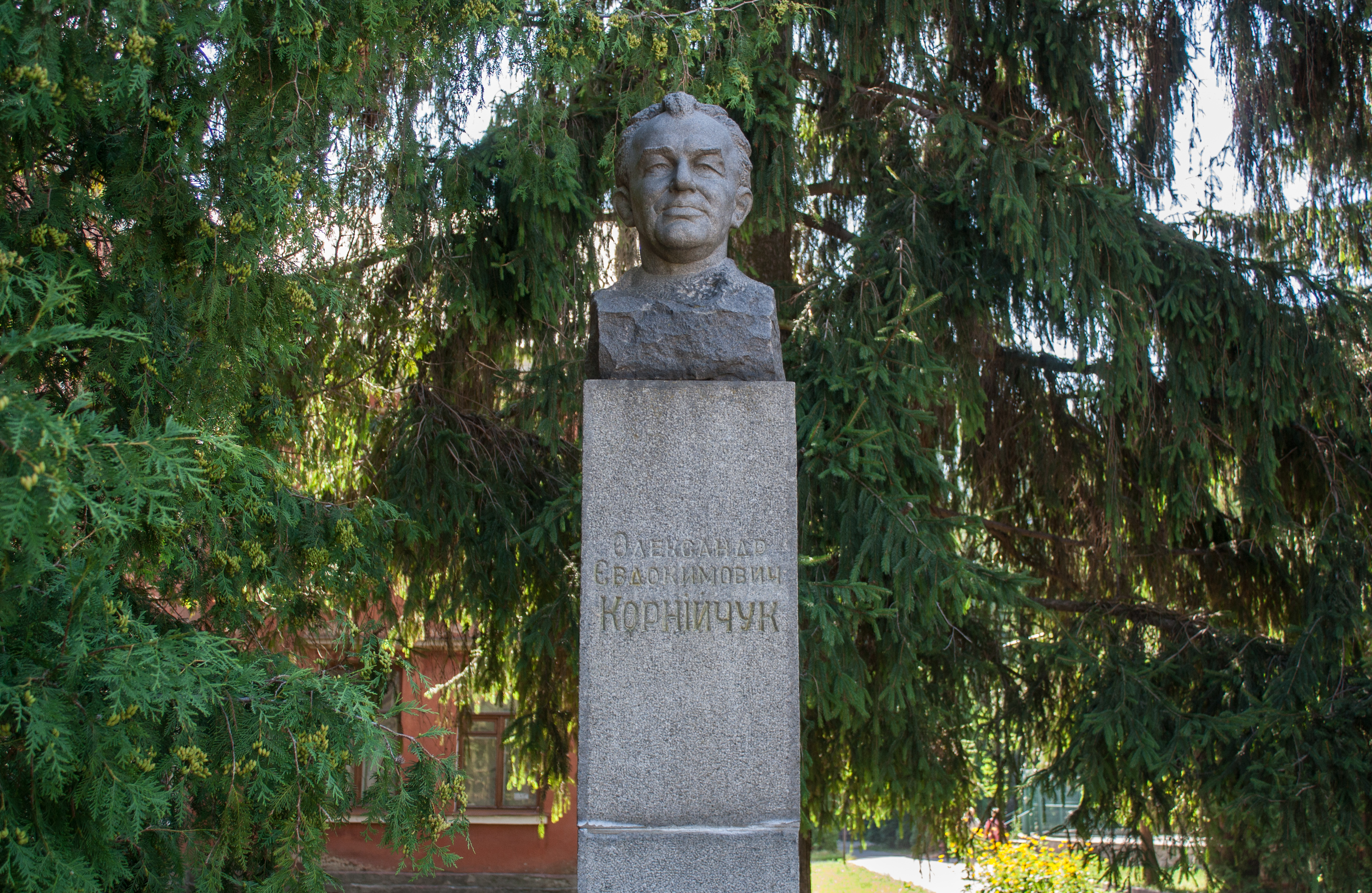
Памятник А.Е. Корнийчуку
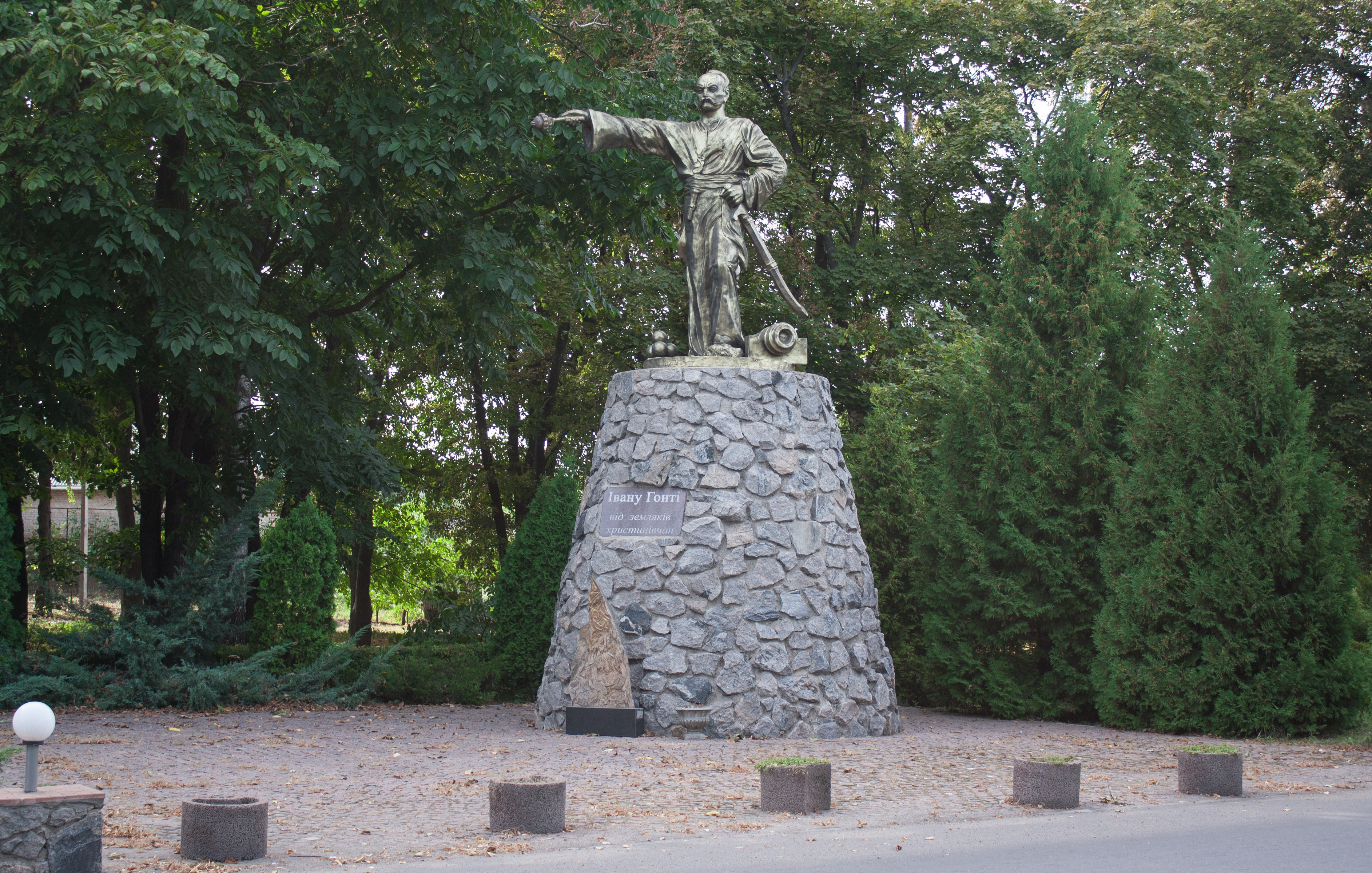
Памятник Ивану Гонте
Памятник Святому Николаю
Памятник Дмитрию Вишневецкому
Бюст Т.Г. Шевченко
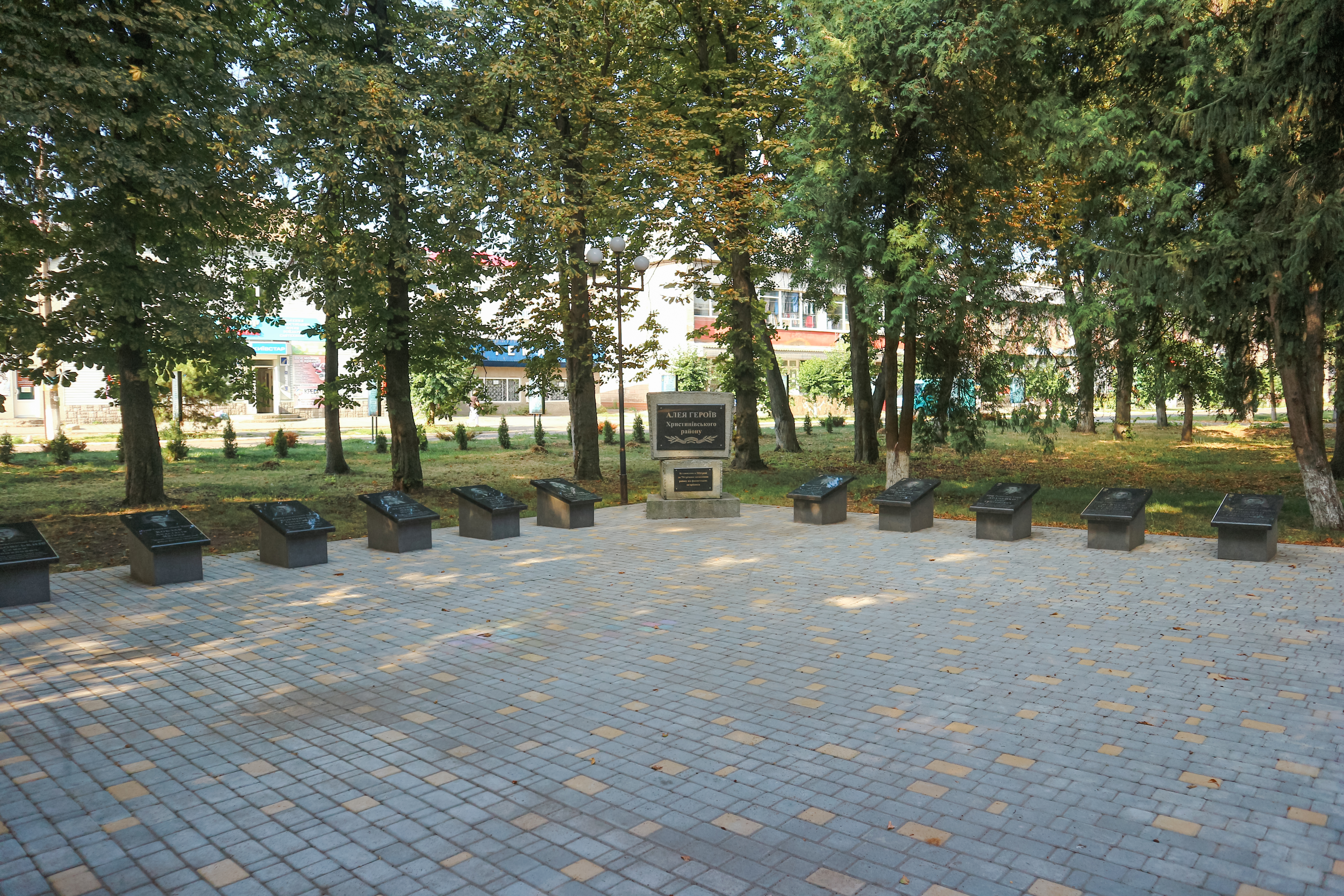
Алея Героев Христиновского района
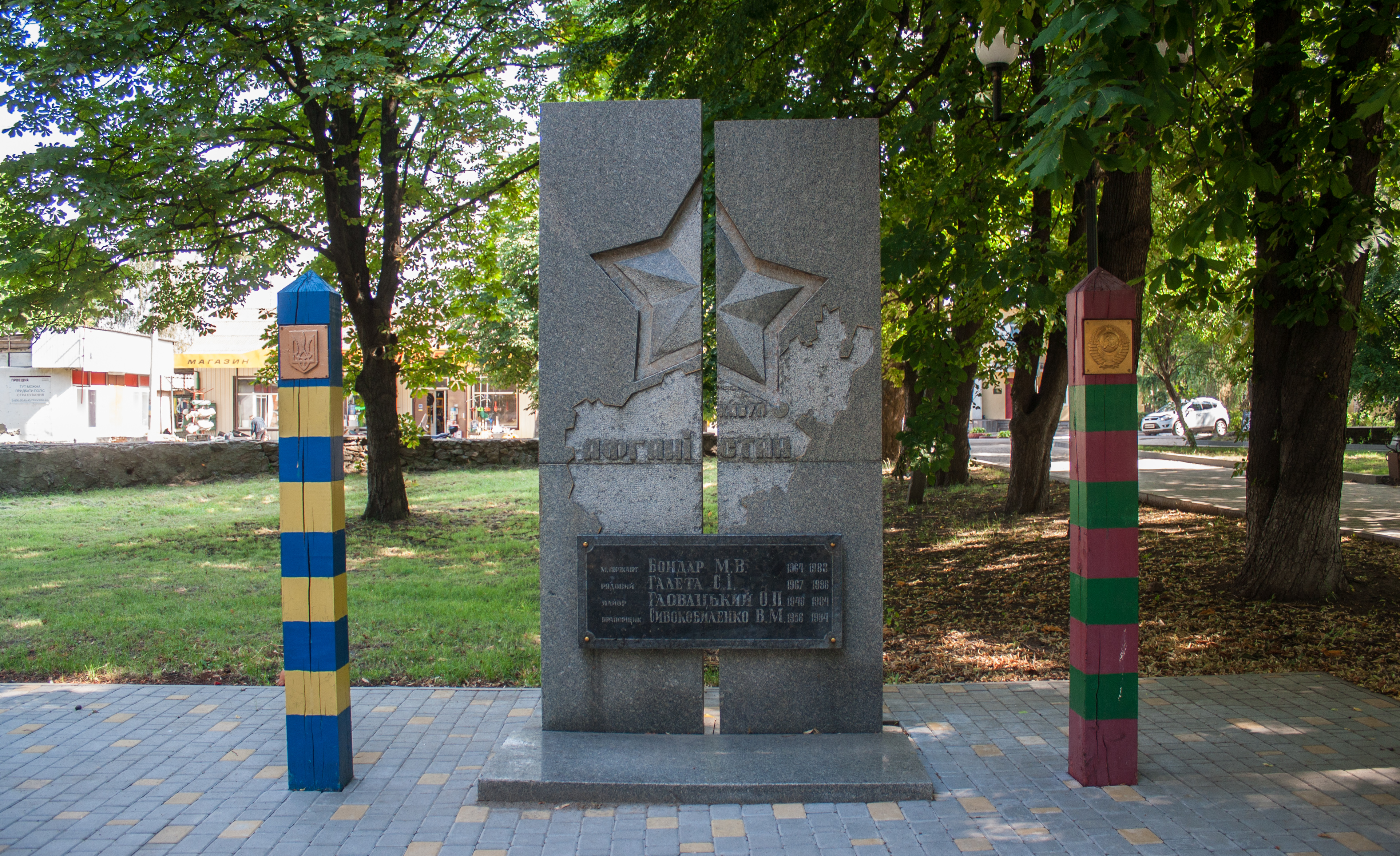
Памятный знак участникам войны в Афганистане
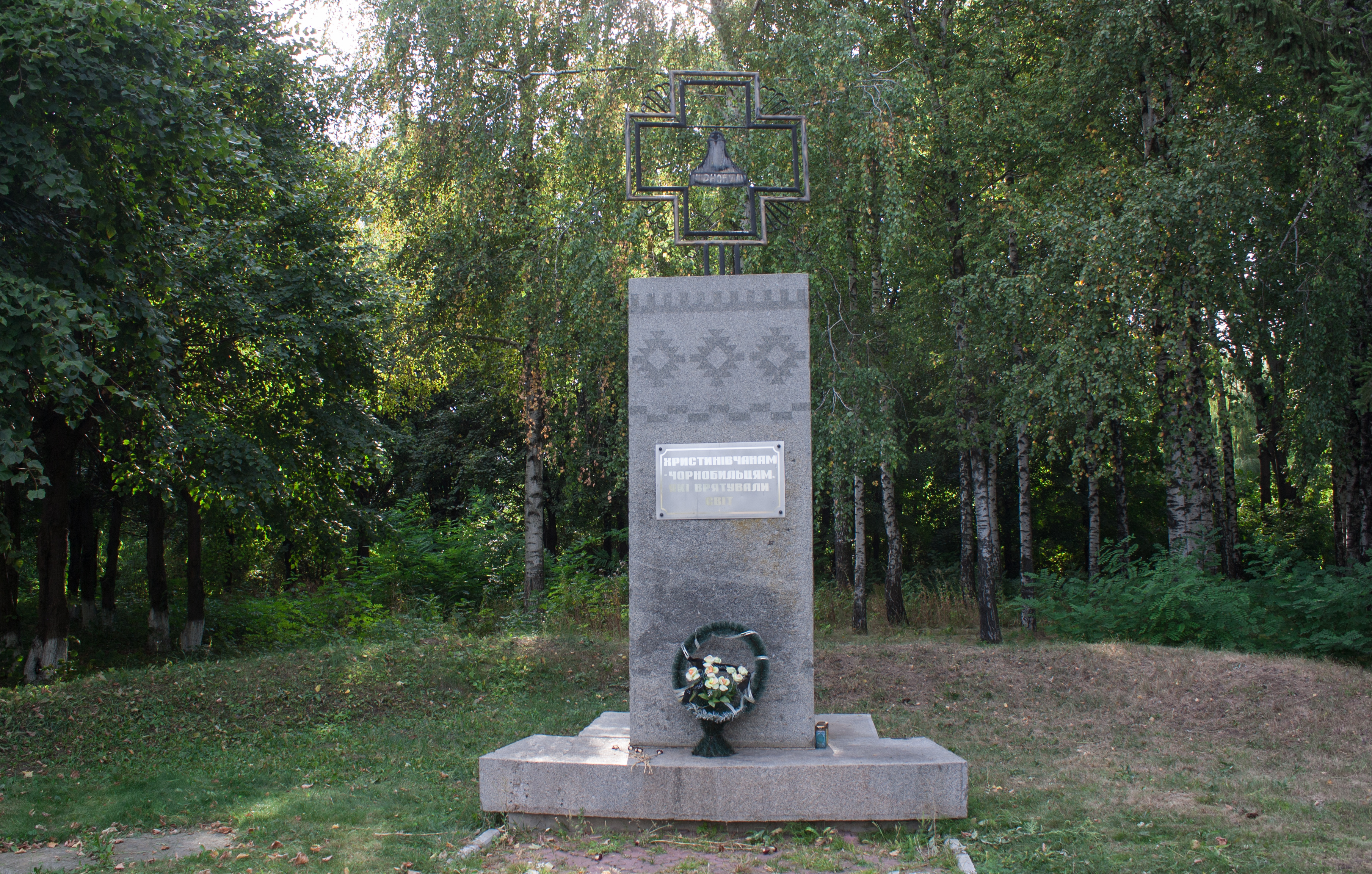
Памятный знак жертвам Чернобиля